# Jekenakatti, Savanur
Jekenakatti là một làng thuộc tehsil Savanur, huyện Haveri, bang Karnataka, Ấn Độ.